# Les Moutiers-en-Retz
Les Moutiers-en-Retz ([lɛ.mu.tje.ã.ʁɛ]) est une commune de l'Ouest de la France, située dans le département de la Loire-Atlantique, en région Pays de la Loire.
Ses habitants s'appellent les Monastériens.

## Géographie

### Situation
Elle est traversée par la Route Bleue (tronçon Pornic-Bourgneuf) et l'itinéraire cyclable Vélocéan.
| La Bernerie-en-Retz | Pornic           |                                        |
| Océan atlantique    | Moutiers-en-Retz | Bourgneuf-en-Retz (Villeneuve-en-Retz) |
| Océan atlantique    | Bouin (Vendée)   |                                        |

### Paysages
La commune est composée de 4 paysages différents :
- le Marais breton dans la partie sud de la commune avec ses anciens marais salants qui firent la richesse de la commune jusqu'au XVIIIe siècle et le Port du Collet pour ses exportations de sel pour les pays du nord de l'Europe au Moyen Âge qui est à la limite des communes des Moutiers, Bourgneuf et Bouin. Aujourd'hui l'ostréiculture (huîtres Vendée-Atlantique) a remplacé le sel, mais depuis 2002 le sel revient, une saline de 16 œillets a été restaurée et se visite ; en effet, ce marais aux Moutiers était composé de petites salines la plupart de moins de 16 œillets, ce qui pourrait supposer que localement ces salines soient très anciennes ;

Situation de la commune des Moutiers-en-Retz dans le département de la Loire-Atlantique.

- les coteaux de vignobles (gros-plant, muscadet, gamay, chardonnay, grolleau gris et rosé, sauvignon, cabernet) et le village de Prigny ;
- le bourg, au nord-ouest, totalement urbanisé ;
- des kilomètres de plages sur la baie de Bourgneuf (océan Atlantique).

### Climat
Pour des articles plus généraux, voir Climat des Pays de la Loire et Climat de la Loire-Atlantique.
En 2010, le climat de la commune est de type climat océanique franc, selon une étude du CNRS s'appuyant sur une série de données couvrant la période 1971-2000. En 2020, Météo-France publie une typologie des climats de la France métropolitaine dans laquelle la commune est exposée à un climat océanique et est dans la région climatique  Bretagne orientale et méridionale, Pays nantais, Vendée, caractérisée par une faible pluviométrie en été et une bonne insolation. 
Pour la période 1971-2000, la température annuelle moyenne est de 12,3 °C, avec une amplitude thermique annuelle de 13 °C. Le cumul annuel moyen de précipitations est de 714 mm, avec 12,1 jours de précipitations en janvier et 6,1 jours en juillet. Pour la période 1991-2020, la température moyenne annuelle observée sur la station météorologique de Météo-France la plus proche, « Saint-Même-le-Tenu », sur la commune de Machecoul-Saint-Même à 16 km à vol d'oiseau, est de 12,7 °C et le cumul annuel moyen de précipitations est de 866,4 mm,. Pour l'avenir, les paramètres climatiques de la commune estimés pour 2050 selon différents scénarios d'émission de gaz à effet de serre sont consultables sur un site dédié publié par Météo-France en novembre 2022.

## Urbanisme

### Typologie
Au 1er janvier 2024, Les Moutiers-en-Retz est catégorisée bourg rural, selon la nouvelle grille communale de densité à sept niveaux définie par l'Insee en 2022.
Elle appartient à l'unité urbaine de Pornic, une agglomération intra-départementale regroupant trois  communes, dont elle est une commune de la banlieue,,. Par ailleurs la commune fait partie de l'aire d'attraction de Pornic, dont elle est une commune de la couronne,. Cette aire, qui regroupe 7 communes, est catégorisée dans les aires de moins de 50 000 habitants,.
La commune, bordée par l'océan Atlantique, est également une commune littorale au sens de la loi du 3 janvier 1986, dite loi littoral. Des dispositions spécifiques d’urbanisme s’y appliquent dès lors afin de préserver les espaces naturels, les sites, les paysages et l’équilibre écologique du littoral, tel le principe d'inconstructibilité, en dehors des espaces urbanisés, sur la bande littorale des 100 mètres, ou plus si le plan local d’urbanisme le prévoit.

### Occupation des sols
L'occupation des sols de la commune, telle qu'elle ressort de la base de données européenne d’occupation biophysique des sols Corine Land Cover (CLC), est marquée par l'importance des territoires agricoles (56,1 % en 2018), en diminution par rapport à 1990 (68,2 %). La répartition détaillée en 2018 est la suivante : 
zones agricoles hétérogènes (36,2 %), zones urbanisées (19,4 %), zones humides intérieures (15,6 %), prairies (14,2 %), terres arables (5,7 %), forêts (3,1 %), espaces verts artificialisés, non agricoles (2,7 %), milieux à végétation arbustive et/ou herbacée (2,7 %), zones humides côtières (0,4 %). L'évolution de l’occupation des sols de la commune et de ses infrastructures peut être observée sur les différentes représentations cartographiques du territoire : la carte de Cassini (XVIIIe siècle), la carte d'état-major (1820-1866) et les cartes ou photos aériennes de l'IGN pour la période actuelle (1950 à aujourd'hui).

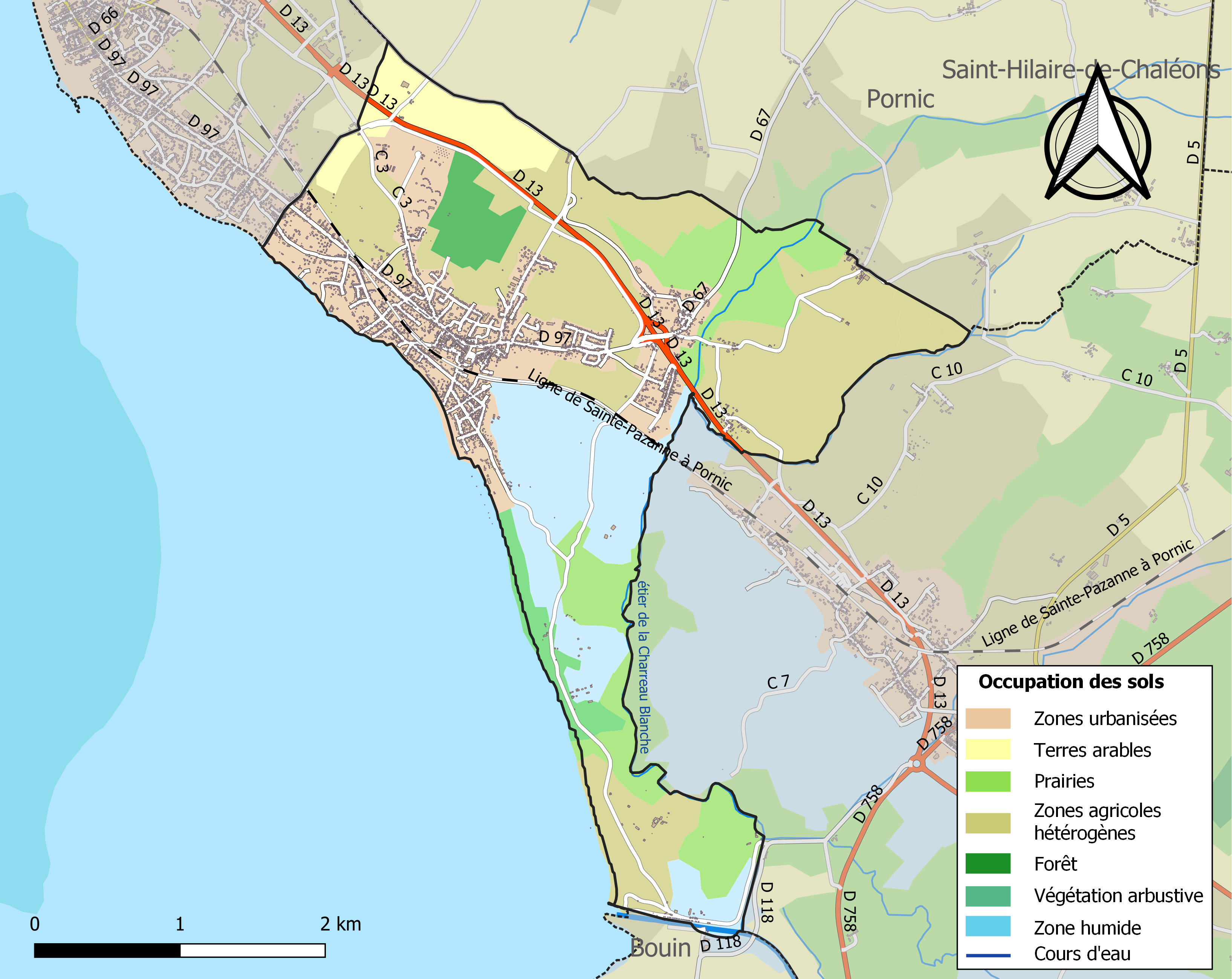
Carte des infrastructures et de l'occupation des sols de la commune en 2018 (CLC).

## Toponymie
Le nom de la localité est attesté sous les formes de Monasteriis en 1119, Burgus Monasteriorum en 1287, Bourg-des-Moütiers en 1790.
Burgus Monasteriorum en 1287 : Burgus (bourg) et monasteriorum (monastère).
La commune est située au sud de la zone de transition linguistique entre poitevin et gallo. En gallo, son nom s'écrit Lés Moutiérs et Lés Mouqhérs selon l'écriture ABCD; Les Mòstiers selon l'écriture ELG, ou Lé Mouqhé selon l'écriture MOGA. En gallo comme en poitevin, le nom de la commune se prononce [lemutje] ou [lemuce]. 
La forme bretonne actuelle proposée par l'Office public de la langue bretonne est Mousteroù-Raez.

## Histoire
Les premières traces d’occupation attestées sur la commune des Moutiers remontent à l’époque préhistorique :  des monuments mégalithiques étaient encore visibles au XIXe siècle. Des traces d’habitats néolithiques ont été retrouvées près du bourg actuel.
Avant et après la conquête par César, une activité de récupération du sel marin (technique de briquetage) est attestée au Pré de la Layette (camping municipal) et aux Noës sur la route bleue. Des vestiges d’habitations gallo-romaines ont été découverts aux Courtes et à la Rairie. Un oppidum est établi sur la butte de Prigny, succédant peut-être à une fortification gauloise. Le site de Prigny est au croisement de deux voies romaines et domine de 25 mètres le littoral de la baie de Bourgneuf, (aujourd’hui remplacée par le Marais Breton) où se trouve un port.
Au IXe siècle, les Vikings s’emparent de Prigny et y établissent un camp. Ils sont chassés du pays de Retz par Alain Barbetorte en 938.
Au début du Moyen Âge, l’urbanisation du territoire est centrée sur la ville de Prigny, citée fortifiée (elle est désignée par le terme oppidum dans les chartes du XIe siècle). Ses fortifications atteignaient 1 km de longueur (comparable à la superficie de la ville-close de Guérande). Elle était organisée autour de son château (ou motte castrale), protégé par des fossés. Rebâtit ultérieurement en pierre, celui-ci comportait un donjon et une demeure seigneuriale formant quadrilatère. (voir plan en lien)
Au XIe siècle, les droits de la chapelle castrale Saint-Jean-Baptiste, actuelle chapelle de Prigny, sont transférés à l’abbaye Saint-Jouin de Marnes, qui fonde le prieuré Saint-Nicolas hors les murs. La chapelle, desservie par les moines, devient l’église paroissiale de Prigny. On trouve également dans la ville forte une chapelle dédiée à saint Jean l'Évangéliste, mais qui est peu à peu abandonnée.
Au début du Moyen Âge, l’actuel bourg des Moutiers-en-Retz est un simple faubourg. On y trouve la trace d’une nécropole mérovingienne. Au XIe siècle, Judicaël, viguier de Prigny, transfère les droits sur ce faubourg à l’abbaye Notre-Dame du Ronceray d'Angers qui y fonde le prieuré Notre-Dame. Le prieuré de Saint-Pierre, dépendant de l’abbaye Saint Sauveur de Redon, également est fondé à la même époque près de l'église paroissiale qui en constituait le sanctuaire. Un marché se développe dont les droits appartiennent aux religieuses.
En 1225, il est pour la première fois fait mention du bourg des Moutiers, Burgo Monasterium, dans le cartulaire des seigneurs de Rais.
L’essor du bourg des Moutiers est parallèle au lent déclin du site de Prigny, dont le port s’envase inexorablement.
Au temps du Duché de Bretagne, les Moutiers faisaient partie des subdivisions suivantes : au niveau le plus bas, celui du « Clos de Retz », subdivision des Pays « au-delà de la Loire » qui faisaient eux-mêmes parties du Pays nantais.
L’essor du commerce et des salines atteint son apogée au XIVe siècle. Les navires étrangers, anglais, allemands, hanséates, se pressent dans la baie de Bourgneuf qui est alors un centre économique important.
Pendant la Guerre de Succession de Bretagne, le fort du Collet est occupé par les troupes anglaises sous les ordres de Gautier Huet.
Les religieuses du Ronceray quittent le prieuré Notre-Dame au début du XVe siècle.
Le XVIe siècle est une période difficile, les marais salants connaissant des conditions climatiques défavorables auxquelles s’ajoutent les troubles des Guerres de religion. En 1548, la paroisse de Prigny obtient des exemptions d’impôts pour compenser les pertes causées par les tempêtes sur les marais salants. Le commerce international commence à décliner.
Le château de Prigny possède encore une garnison en 1678, mais la justice seigneuriale de Prigny est transférée à Bourgneuf en 1680, marquant le début de sa ruine.
Au XVIIe siècle, le bourg des Moutiers semble retrouver un certain essor, qui se signale par la construction de nouvelles maisons. Mais l’envasement de la baie entraine la disparition de nombreuses salines. Au XVIIIe, on assiste à un début de reconquête agricole par les atterrissements.
En 1730, le prieuré Saint Nicolas de Prigny et son sanctuaire sont détruits. Le culte est transféré à l’église Saint-Jean-Baptiste.
L’étier du Collet est creusé en 1777.
Pendant la période révolutionnaire, la commune change de nom pour s’appeler “les Champs Libres” , regroupant les Moutiers et Prigny.
En 1793, le bourg des Moutiers subit deux attaques des Vendéens et est pillé et dévasté par Charette.
En février 1794, 41 habitants soupçonnés d’aider les royalistes sont noyés en baie de Bourgneuf.
Prigny et les Moutiers retrouvent leur nom en 1811.
Le 30 décembre 1815, la commune de Prigny est rattachée aux Moutiers.
Les derniers vestiges du château de Prigny, à l’abandon depuis le XVIIIe siècle, sont détruits en 1832.
Le 25 mars 1863, La Bernerie se sépare des Moutiers.
Depuis 1875, le chemin de fer Nantes-Pornic dessert la commune.
Les Moutiers sont renommés Les Moutiers-en-Retz le 5 juin 1986.

## Emblèmes

### Héraldique
| Blason | Blasonnement : De gueules au château d'or, coulissé, ajouré et maçonné de sable, accompagné de trois têtes de crosses aussi d'or, deux en chef et une en pointe ; à la bordure cousue d'azur. Commentaires : Le château représenté est celui de Prigny (519), qui fut détruit par les Normands. Les crosses figurent les trois moutiers implantés sur le territoire communal : un à Prigny et deux au bourg. Blason conçu par M. Gautier en 1930 (délibération municipale du 15 juillet 1972), enregistré en 1972. |

### Devise
La devise des Moutiers-en-Retz : More Majorum.

## Politique et administration
| Période                                  | Période   | Identité       | Étiquette     | Qualité                                                                    |
| ---------------------------------------- | --------- | -------------- | ------------- | -------------------------------------------------------------------------- |
| mars 2001                                | mars 2014 | Jean Guillot   |               |                                                                            |
| mars 2014                                | En cours  | Pascale Briand | Divers droite | médecin biologiste, directrice de l'Agence Nationale de la Recherche (ANR) |
| Les données manquantes sont à compléter. |           |                |               |                                                                            |

## Population et société

### Démographie
Selon le classement établi par l'Insee, Les Moutiers-en-Retz fait partie de l'aire urbaine, de l'unité urbaine et du bassin de vie de Pornic et de la zone d'emploi de Nantes. Toujours selon l'Insee, en 2010, la répartition de la population sur le territoire de la commune était considérée comme « peu dense » : 97 % des habitants résidaient dans des zones « peu denses »  et 3 % dans des zones « très peu denses ».

#### Évolution démographique
La commune absorbe Prigny en 1815, et cède La Bernerie-en-Retz en 1863.
L'évolution du nombre d'habitants est connue à travers les recensements de la population effectués dans la commune depuis 1793. Pour les communes de moins de 10 000 habitants, une enquête de recensement portant sur toute la population est réalisée tous les cinq ans, les populations de référence des années intermédiaires étant quant à elles estimées par interpolation ou extrapolation. Pour la commune, le premier recensement exhaustif entrant dans le cadre du nouveau dispositif a été réalisé en 2004.

En 2022, la commune comptait 1 846 habitants, en évolution de +17,13 % par rapport à 2016 (Loire-Atlantique : +6,68 %, France hors Mayotte : +2,11 %).
| 1793  | 1800  | 1806  | 1821  | 1831  | 1836  | 1841  | 1846  | 1851  |
| ----- | ----- | ----- | ----- | ----- | ----- | ----- | ----- | ----- |
| 1 900 | 1 318 | 1 461 | 1 676 | 1 718 | 1 688 | 1 692 | 1 743 | 1 755 |

| 1856  | 1861  | 1866 | 1872 | 1876 | 1881 | 1886 | 1891 | 1896 |
| ----- | ----- | ---- | ---- | ---- | ---- | ---- | ---- | ---- |
| 1 806 | 1 699 | 768  | 732  | 690  | 690  | 717  | 800  | 789  |

| 1901 | 1906 | 1911 | 1921 | 1926 | 1931 | 1936 | 1946 | 1954 |
| ---- | ---- | ---- | ---- | ---- | ---- | ---- | ---- | ---- |
| 796  | 805  | 758  | 680  | 714  | 651  | 639  | 659  | 628  |

| 1962 | 1968 | 1975 | 1982 | 1990 | 1999 | 2004  | 2006  | 2009  |
| ---- | ---- | ---- | ---- | ---- | ---- | ----- | ----- | ----- |
| 654  | 614  | 635  | 693  | 739  | 908  | 1 101 | 1 138 | 1 293 |

| 2014  | 2019  | 2022  | - | - | - | - | - | - |
| ----- | ----- | ----- | - | - | - | - | - | - |
| 1 565 | 1 765 | 1 846 | - | - | - | - | - | - |

#### Pyramide des âges
La population de la commune est relativement âgée.
En 2018, le taux de personnes d'un âge inférieur à 30 ans s'élève à 22,4 %, soit en dessous de la moyenne départementale (37,3 %). À l'inverse, le taux de personnes d'âge supérieur à 60 ans est de 43,9 % la même année, alors qu'il est de 23,8 % au niveau départemental.
En 2018, la commune comptait 829 hommes pour 874 femmes, soit un taux de 51,32 % de femmes, légèrement inférieur au taux départemental (51,42 %).
Les pyramides des âges de la commune et du département s'établissent comme suit.
| Hommes | Classe d’âge | Femmes |
| ------ | ------------ | ------ |
| 0,8    | 90 ou +      | 1,4    |
| 11,4   | 75-89 ans    | 13,5   |
| 29,1   | 60-74 ans    | 31,4   |
| 20,3   | 45-59 ans    | 20,4   |
| 13,0   | 30-44 ans    | 13,6   |
| 10,6   | 15-29 ans    | 7,1    |
| 14,8   | 0-14 ans     | 12,6   |

| Hommes | Classe d’âge | Femmes |
| ------ | ------------ | ------ |
| 0,6    | 90 ou +      | 1,8    |
| 6      | 75-89 ans    | 8,6    |
| 15,1   | 60-74 ans    | 16,4   |
| 19,4   | 45-59 ans    | 18,8   |
| 20,1   | 30-44 ans    | 19,3   |
| 19,2   | 15-29 ans    | 17,4   |
| 19,5   | 0-14 ans     | 17,6   |

## Culture locale et patrimoine

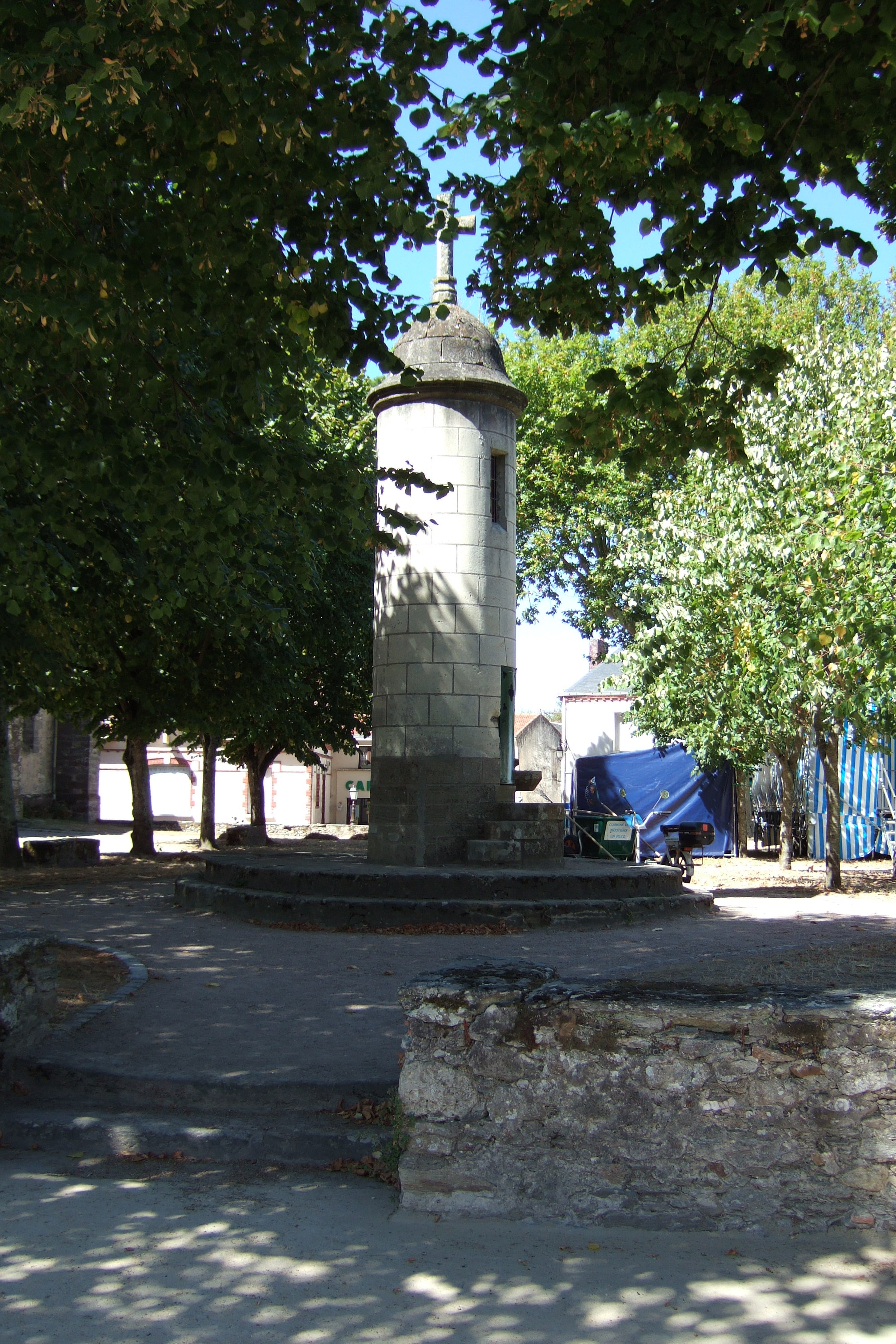
La lanterne des morts.

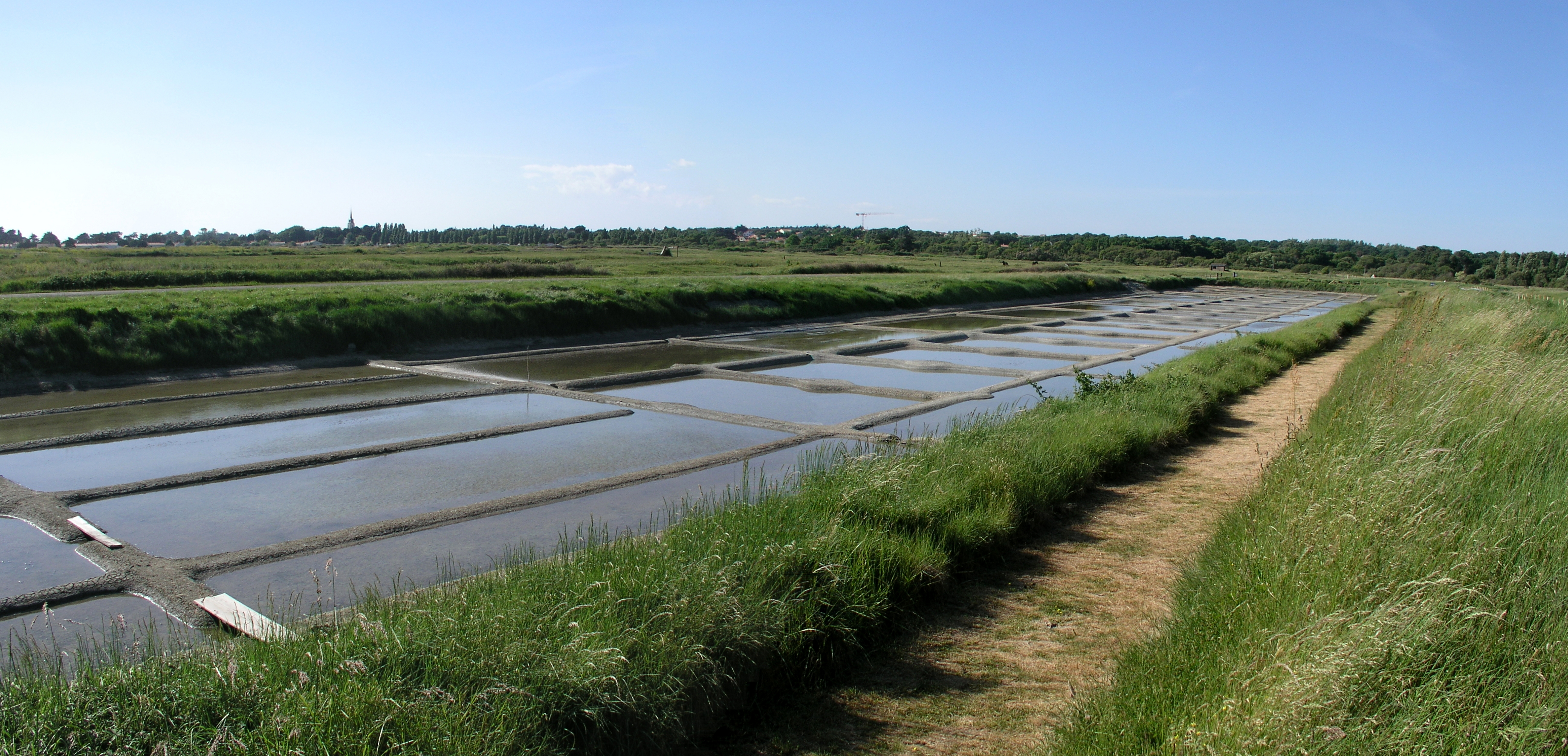
Marais salant dit Tenue de Mareil.

### Lieux et monuments
Sur la commune se trouvent deux monuments historiques :
- la chapelle de Prigny, anciennement église Saint-Jean-le-Baptiste (XIe siècle) ( Classée MH (1913)[37]) ;
- la lanterne des morts (XIIIe siècle ?,  Classée MH (1913)[38]). La date de son édification fait débat, les réfections importantes qu’elle a subies aux XVIIe et XIXe siècles, rendant son analyse difficile[39]. C’est une tour de 7 mètres de haut sur 1,5 mètre de diamètre, surmontée d’une calotte hémisphérique et d’une croix[40]. C’est la dernière lanterne des Morts de France toujours en fonction : une lumière y est allumée chaque nuit des Trépassés à chaque décès dans la paroisse (l’électricité a aujourd’hui remplacé la lampe à huile)[41].

On y trouve aussi :
- L'église paroissiale Saint-Pierre, probablement édifiée au XIe siècle, avant d’être remaniée aux XVIe et XIXe siècles[42].
- le port du Collet avec ses activités ostréicoles, son écluse (de 1879 et démolie en 2004) ses kilomètres de plages de sable fin et blanc ;
- le château et les marais du Collet, propriété de Joubert du Collet, par la suite de ses descendants, les Écomard de Sainte-Pazanne. Château fort, du XIIe siècle, donné aux Joubert de Noirmoutier sous Louis XIV, qui le démolissent pour y édifier une folie nantaise ;
- la plage du Pré-Vincent (Pavillon bleu depuis 2005) ;
- la place du centre (concerts, marchés et activités l'été) ;
- la gare des Moutiers-en-Retz ;
- le marais salant Tenue de Mareil;
- la Cartret, petite borderie donnant directement sur la mer, propriété de Joseph Écomard et sa famille de Sainte-Pazanne, des années 1952 à 1971.

## Personnalités liées à la commune
- Émile Boutin (1919-2013), écrivain, historien du pays de Retz, est né en 1919 aux Moutiers-en-Retz, où il résidait toujours à la fin de sa vie.
- André Lenormand (1901-1993), peintre et caricaturiste, né aux Moutiers-en-Retz.
- Gérard Voisin (1934-), sculpteur, dont l'atelier est installé aux Moutiers-en-Retz et qui a fait don de ses œuvres à la commune en 2021[43].